# Ulpia Traiana Sarmizegetusa
Ulpia Traiana Sarmizegetusa était une colonie romaine de la province romaine de Dacie. Fondée sous Trajan, elle fut le centre du culte impérial et la principale agglomération de la province. Il ne faut pas la confondre avec Sarmizegetusa, la capitale des Daces sous Décébale, éloignée de 34 km dans les monts d'Orăștie.

## Histoire

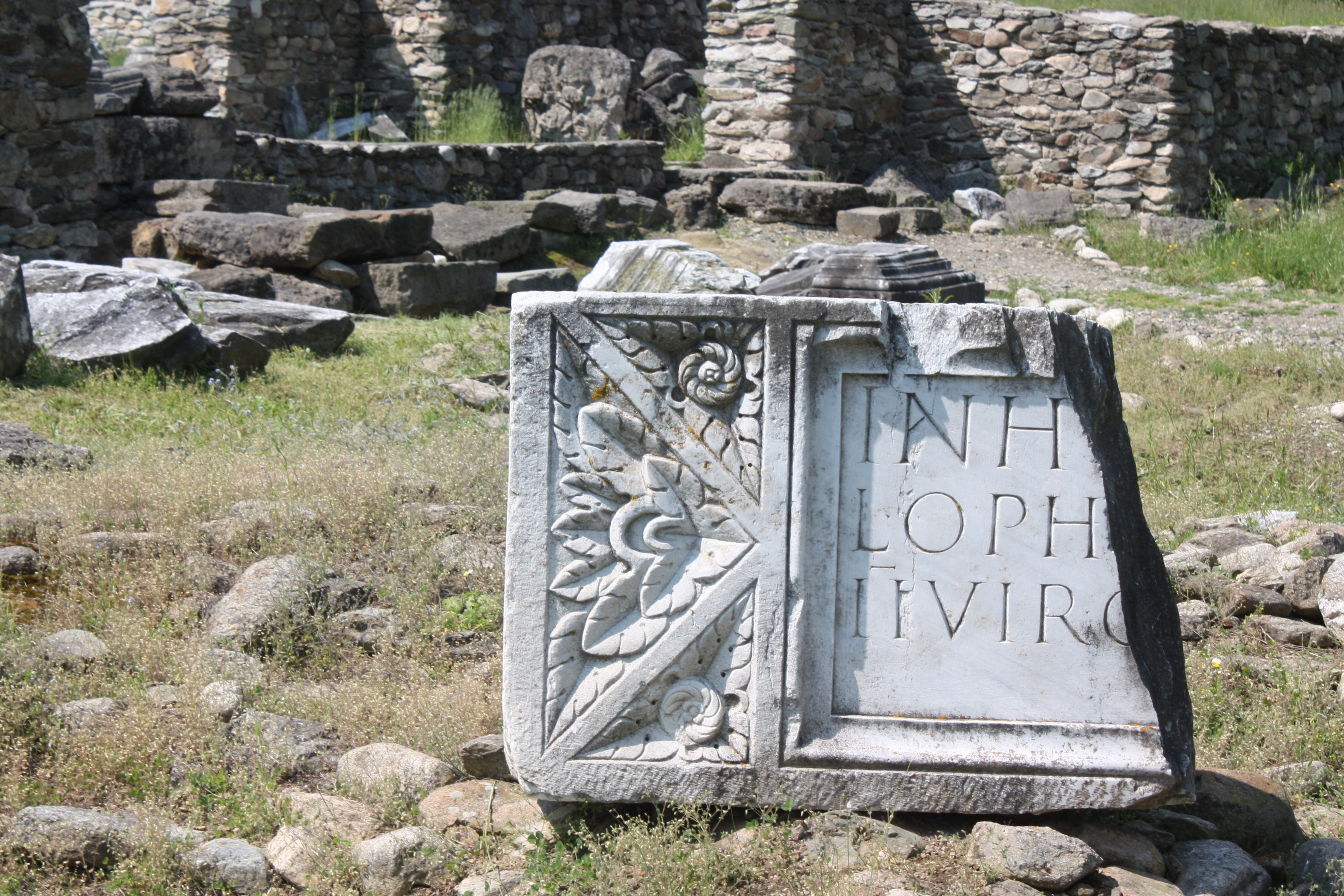
Fragment d'inscription latine commémorant l'évergétisme d'un magistrat de la colonie (AE 2003, 1520). L'épigraphie latine permet, grâce aux nombreuses inscriptions retrouvées à Sarmizegetusa de connaître le fonctionnement de ses institutions

On ne connaît pas exactement le moment de la fondation de la capitale. Une inscription découverte au début du XVIe siècle, au bord du village Grădiște/Sarmizegetusa dit : « Suivant l’ordre de l’empereur Caesar Nerva Traianus Augustus, le fils du divin Nerva, la Colonie Dacica a été fondée, par l’intermédiaire de son gouverneur, Terentius Scaurianus. » Le nom du gouverneur de la province montre que la fondation de la nouvelle ville a eu lieu pendant les premières années après la conquête de la Dacie (selon quelques opinions en 106-107, selon d’autres entre 108 et 110).

## Géographie
La colonie Ulpia Traiana Augusta Sarmizegetusa s’érigeait jadis aux pieds des montagnes Retezat, au sud-ouest du « Pays de Hațeg » d’aujourd’hui.
La ville antique enfermait une aire de 32 ha, entourée par des murs. Les deux grandes routes (cardo maximus - direction nord-sud et decumanus maximus – direction est-ouest) s'entrecroisaient au milieu de la ville, et c’est à cette intersection que se trouvait le principal bâtiment public – le forum. La ville ne se limitait pourtant pas au territoire entouré par les murs. Au-delà de ceux-ci, sur une grande surface, s'étalaient les maisons (villæ), les ateliers artisanaux (les briquetiers, les verriers), les temples et les autres constructions publics et privées. Toujours au-delà des murs se trouvaient les cimetières de la ville (sepulcreta), découverts aussi bien à l'est qu’à l’ouest de la ville. La population pouvait avoisiner les 25 000 à 30 000 habitants.

## Principaux bâtiments de la ville

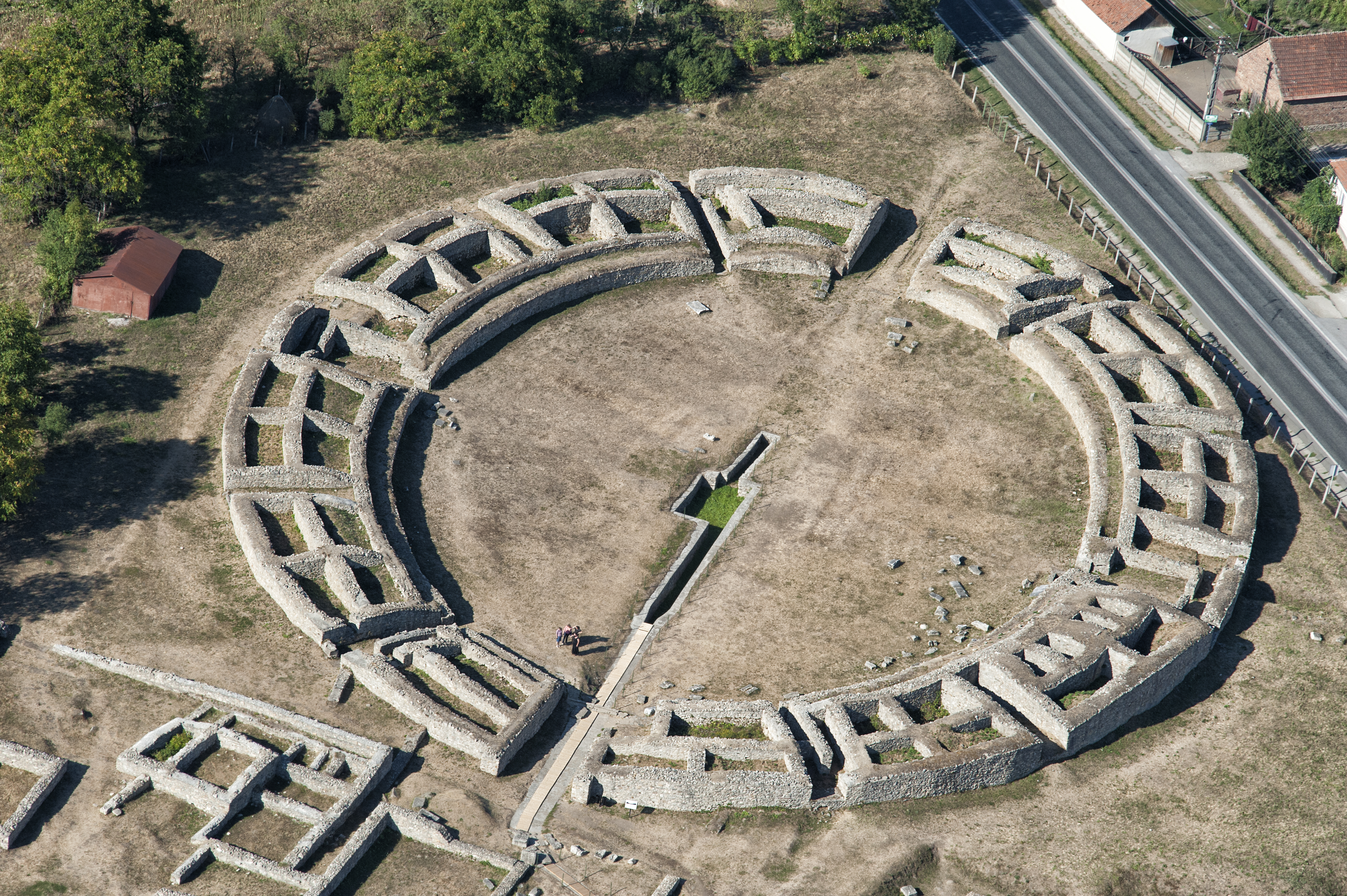
L'amphithéâtre de Sarmizegetusa

L’amphithéâtre : Situé à environ 100 m par rapport à l’aile du nord du mur qui entoure la ville, l’amphithéâtre constitue la construction la plus imposante. En forme d’ellipse, il a été bâti dans un endroit élevé, nivelé avant la construction, ayant 88 m de long et 69 m de large, occupant une position moyenne par rapport aux autres amphithéâtres de province. Le nombre des spectateurs que l’amphithéâtre de Ulpia Traiana pouvait recevoir est d'environ 5 000 personnes.
Le temple de la déesse Némésis : Némésis, la déesse de la chance et du destin/hasard, était adorée par les gladiateurs, ce qui a conduit à l’emplacement du temple à côté de la porte d’est de l’amphithéâtre. Le temple a de nouveau vu le jour entre les années 1891 – 1893, quand on a partiellement déterré l’amphithéâtre.
Le grand temple : L’édifice de 46,3 x 34 m est constitué par un vestibulum flanqué par deux colonnes corinthiennes et un pronaos qui a la forme d’un couloir couvert, avec la colonnade sur les parties intérieures qui entourent le péribole et la cella, interrompu vers le nord par une chambre de la cella. Le péribole est fait d’une cour intérieure, découverte, confinée par le portique du pronaos. La cella se trouve au nord de la cour.

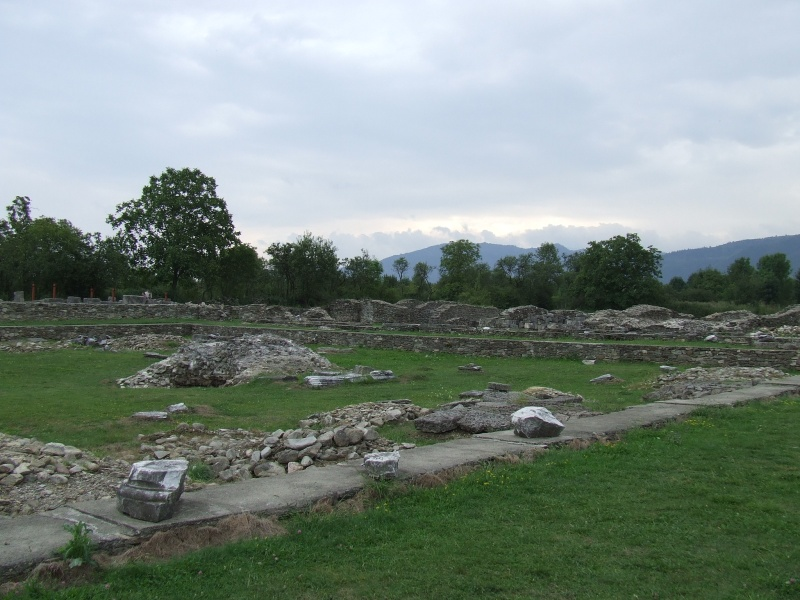
Le forum

Le forum de Trajan : Le forum construit par Trajan, le centre civique et politico-administratif, se trouve justement au milieu de la ville, au croisement des deux grandes routes qui traversaient Sarmizegetusa de l’est à l’ouest et du nord au sud. Son entrée était monumentale et elle ressemblait à un arc de triomphe qui portait l’inscription mentionnant la fondation de la colonie. L’autel dédié à la cérémonie faite à la fondation est situé devant l’entrée, entouré par quatre colonnes gigantesques. Les fouilles ont révélé l'existence d'un forum en bois à l'origine, ensuite remplacé par des constructions en pierre. Un second forum vint ensuite compléter le premier.